# 马克思·多尔穆瓦站

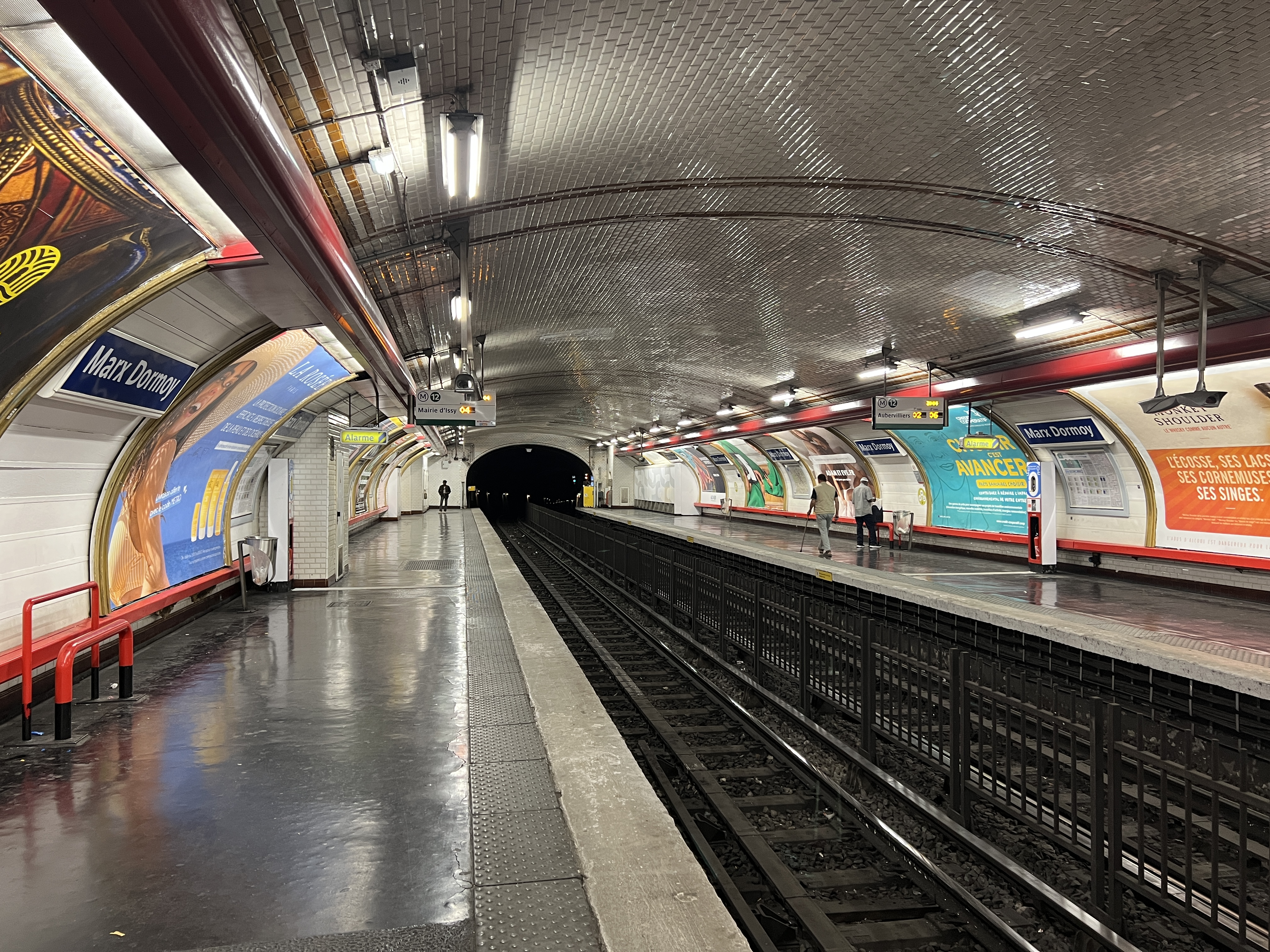
月台（2022年6月）

馬克思·多爾穆瓦站（法語：Marx Dormoy）是巴黎地鐵的一個車站。馬克思·多爾穆瓦站位於巴黎十八區，開通於1916年8月23日，是當時北南公司A線的一部分。1931年3月27日，馬克思·多爾穆瓦站成為巴黎地鐵12號線的車站。車站的名稱取自纪念法國社會主義政治家馬克思·多爾穆瓦的馬克思·多爾穆瓦路。

## 車站結構
| 街道層     |                    |                              |
| B1         | 夾層               |                              |
| 12號線月台 | 側式月台，右側開門 | 側式月台，右側開門           |
| 12號線月台 | 南行               | 往伊西市政府（馬嘉德-魚店）  |
| 12號線月台 | 北行               | 往奧貝維埃市政府（小教堂門） |
| 12號線月台 | 側式月台，右側開門 |                              |